# Frostius erythrophthalmus
Frostius erythrophthalmus es una especie de anfibios de la familia Bufonidae.
Es endémica de Brasil.
Su hábitat natural son los bosques secos tropicales o subtropicales.